# Aram Mp3
Aram Mp3 (armenisch Արամ Mp3; bürgerlich armenisch Արամ Սարգսյան / Aram Sargsjan, englisch Aram Sargsyan; * 5. April 1984 in Jerewan, Armenische SSR, UdSSR) ist ein armenischer Sänger und Comedian.

## Leben & Karriere
Er studierte an der Medizinischen Universität Jerewan. Ab 2006 wurde er als Comedian tätig, seit 2010 gehört er zur Stammmannschaft der Musik-Comedy-Show Vitamin Club. Er moderierte auch verschiedene Sendungen.
Am 31. Dezember 2013 gab der armenische Fernsehsender ARMTV bekannt, dass Aram Mp3 sein Land beim Eurovision Song Contest 2014 vertreten wird. Der Beitrag Not Alone (dt.: nicht alleine) wurde im Rahmen einer TV-Show am 14. März präsentiert. Beim Wettbewerb in Kopenhagen galt der Beitrag bei den Wettquoten als Favorit auf den Sieg. Letztlich erreichte das Lied den vierten Platz mit 174 Punkten. Im Folgejahr war Aram Mp3 Teil der armenischen Jury.

## Diskografie
Singles
- 2008: Positive (feat. Shprot)
- 2013: Shine
- 2013: If I Tried
- 2013: Just Go On
- 2014: Not Alone
- 2014: Help
- 2014: Magic
- 2015: You’re My Sunshine (feat. The Sunside Band)
- 2016: Asa